# Nieuw-Walcheren
Nieuw-Walcheren was een kolonie van de West-Indische Compagnie aan de zuidkust van het Caraïbische eiland Tobago. In totaal werden in de jaren 1628, 1640, 1654 en 1672 vier pogingen ondernomen het strategisch gelegen eiland voor de monding van de Orinoco te koloniseren.

## Geschiedenis

### Jan de Moor
Iets voordat Piet Hein in 1628 de Spaanse Zilvervloot achtervolgde, deed de vloot van Pieter Adriaanszoon Ita een poging Tobago te koloniseren met 63 Zeeuwse kolonisten, varend op de Fortuyn. Terwijl Ita met zijn manschappen water en proviand zocht, werd hij echter door de op het eiland wonende Indianen (Arowakken en Cariben) overvallen en moest zich schielijk terugtrekken. Ita zag toen van kolonisatie af.
In 1632 vestigden tweehonderd mensen uit Vlissingen in opdracht van Jan de Moor zich op het eiland, maar op 1 januari 1637 werden ze overvallen en opgehangen door de Spanjaarden van Trinidad. Zijn zoon Cornelis de Moor werd gegijzeld aan de Orinoco en daar bevrijd door Art Adriaansz. Groenevelt, een commandant in dienst van vader Jan de Moor.

### Gebroeders Lampsins

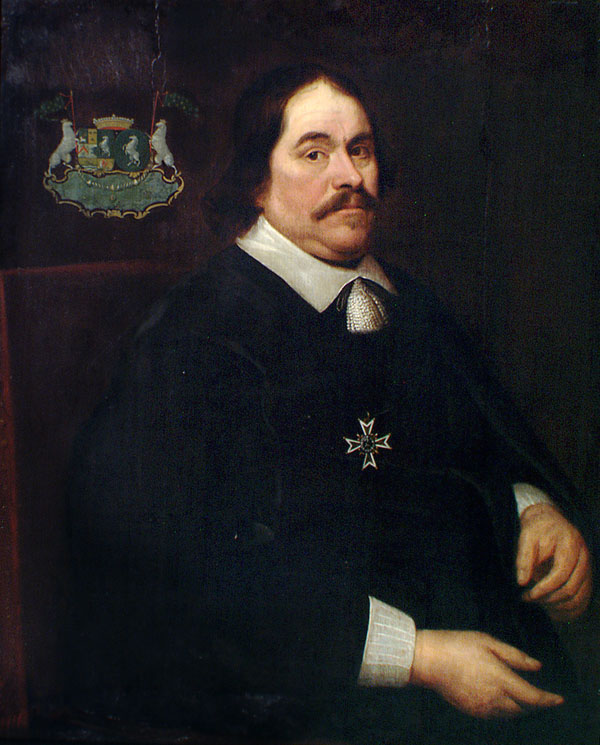
Cornelis Lampsins, baron van Tobago (1600-1664)

Bij de Vrede van Westminster (1654) kregen de Zeeuwen rechten op Tobago, dat zij Nieuw-Walcheren noemden. Een groep van zeshonderd kolonisten onder leiding van Pieter Becquart stichtte de nederzetting Lampsinsburg, genoemd naar de reders Adriaan en Cornelis Lampsins. De kolonisten kwamen uit Nederlands Brazilië, Guiana en misschien Sint Eustatius. Ook de Fransen claimden het eiland, maar dit werd op feodale wijze geschikt: Cornelis Lampsins werd door Lodewijk XIV in de adelstand verheven en mocht zich voortaan Baron van Tobago noemen. Hij kreeg het gebied in erfelijk leen.
Op Tobago bevond zich ook een kleinere kolonie van Koerland; de hertog Jacob Kettler speelde een belangrijke rol en werd daarbij gesteund met kennis en kapitaal vanuit Amsterdam en Engeland. In 1659 gaven de "Koerlanders" zich over aan de Nederlanders, maar het kan ook zijn dat de gouverneur werd omgekocht.
In 1658 waren er ongeveer 1200 kolonisten op Nieuw-Walcheren en in 1660 was de bevolking gegroeid tot 1500 Zeeuwen, Koerlanders en Fransen en 7000 slaven. De belangrijkste exportproducten van de kolonie waren tabak, suiker, rum en cacao. Er waren ongeveer 120 plantages en er stonden drie kerken en zeven suikermolens.
In januari 1666 werd de kolonie ingenomen door Engelse piraten uit Jamaica. Enkele dagen later kwamen Engelse troepen aan wal en namen officieel bezit van de kolonie. Ze lieten een klein garnizoen achter, dat zich al snel overgaf aan de Fransen. Toen de Nederlandse admiraal Abraham Crijnssen in april 1667 op het eiland landde trof hij de kolonie verlaten aan. Van de huizen en forten was weinig meer over. Crijnssen liet het fort van Lampsinsburg herstellen en liet een klein garnizoen achter. In 1672 arriveerde een nieuwe groep van 500 kolonisten in Nieuw Walcheren.

### Hendrik Carloff

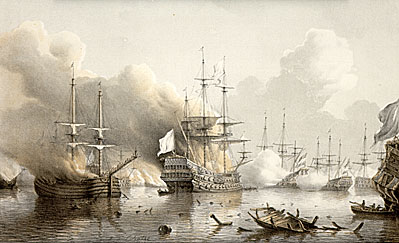
De Eerste Slag bij Tobago in 1677

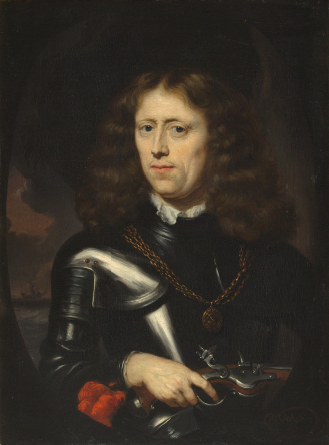
Jacob Binckes behaalde een tactische overwinning op de Fransen in de Eerste Slag bij Tobago, maar sneuvelde in de Tweede Slag bij Tobago

Op 18 december 1672 veroverde een Engelse expeditie van in totaal zes schepen en 600 man de kolonie na vijf of zes uren strijd. De Britten vernietigden de nederzetting en de kolonisten werden gedeporteerd naar Barbados. Tobago was weer verlaten. Bij de Vrede van Westminster in 1674 kreeg Nederland Nieuw-Walcheren terug van de Engelsen. Nadat Cornelis Lampsins de kolonie had verkocht aan het gewest Holland, maakte Hendrik Carloff een plan om de Franse scheepvaart op West-Indië te dwarsbomen en de kolonie opnieuw te bevolken. Hij droeg zijn uitgewerkt plan voor aan de secretaris der Admiraliteit van Amsterdam, Hiob de Wildt. Het plan vond bijval, en gaf in 1676 aanleiding tot de tocht van Jacob Binckes. Carloff werd door stadhouder Willem III tot commissaris-generaal en tweede persoon in de krijgsraad benoemd. Bovendien zou het bestuur aan hem worden opgedragen, zodra Tobago veroverd zou zijn. (Dit was de vierde poging het strategisch gelegen eiland in bezit te krijgen).
Een Nederlandse vloot met elf schepen en 680 soldaten verliet op 16 maart Texel en landde op 21 september op het eiland. Op 30 juni 1677 deelde Binckes zijn eskader in tweeën nadat ze Sint Maarten hadden veroverd. Hij stuurde kapitein Jan Bont terug naar Tobago met drie schepen met aan boord de nieuwe gouverneur Carloff, nieuwe kolonisten en ongeveer vierhonderd op de Fransen veroverde slaven. Er werd in Lampsinsburg een nieuw fort gebouwd, genaamd Sterreschans.
Op 21 februari 1677 kwam admiraal Jean d'Estrées bij het eiland aan met 24 schepen en 1000 man tegen ongeveer 700 soldaten, 100 kolonisten en 15 schepen aan Nederlandse kant. 3 maart 1677 was de beslissende dag en viel hij Lampsinsburg en de Nederlandse schepen aan, en wat volgde staat bekend als de Eerste Slag bij Tobago. Het lukte de Fransen echter niet om de versterking in te nemen. Binckes wist met grote verliezen de aanvallers een strategische nederlaag te bezorgen en d’Estrées trok zich terug op Grenada. 
Op 6 december probeerde d’Estrées het opnieuw. Tegen de verwachting in viel hij het fort enkel vanaf de landzijde aan. Op 12 december veroorzaakte een Franse kanonskogel een explosie bij het kruitmagazijn van het fort, waardoor Binckes, die boven de ammunitiekamer zijn lunch gebruikte, en zo'n 250 man om het leven kwamen. De rest gaf zich over. De Fransen vernietigden het fort en met de Vrede van Nijmegen in 1678 werd geheel Tobago Frans gebied. Lampsinsburg werd hernoemd naar Port Louis. Na de uiteindelijke Engelse verovering van Tobago kreeg het de huidige naam, Scarborough.

## Forten en nederzettingen
Ter bescherming van hun nederzettingen hadden de kolonisten een aantal fortificaties opgericht. Dit waren:

### Nieuw-Vlissingen

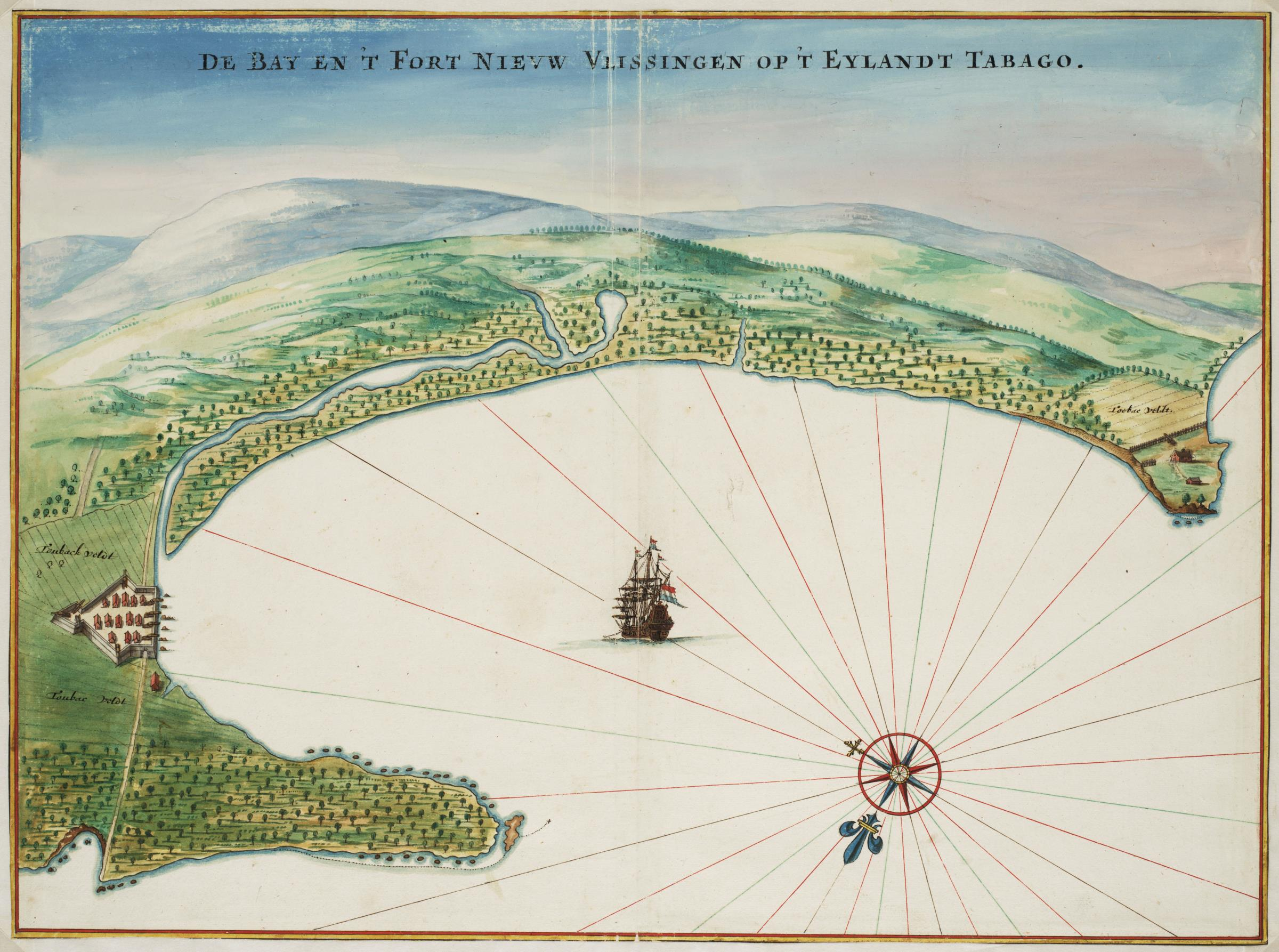
Vogelvlucht van baai en fort Nieuw Vlissingen op Tobago door Johannes Vingboons.

De eerste Nederlandse nederzetting werd in 1628 gesticht op een steile rots aan de Grote Koerlandbaai. Deze versterkte nederzetting met een fort, gelegen aan de noordkust van het eiland, werd Nieuw-Vlissingen genoemd. In 1654 kwam het in handen van Koerland, dat het fort uitbreidde (er was nu ruimte voor bewoning, barakken en een kerk) en Fort Jacobus noemde. De nederzetting werd omgedoopt in Jacobusstad. In 1659 namen de Nederlanders weer bezit van de nederzetting en het fort en hernoemden het naar Fort Beveren.

### Fort Bennet
In 1628, tijdens de eerste Nederlandse expeditie, werd er ook aan de Grote Koerlandbaai bij het zo genoemde Black Rock het tweede fort gebouwd. Het fort was echter klein en werd bewapend met enkele kanonnen. In 1654, toen Koerlanders zich in de baai vestigden, werd het fort door deze nieuwe kolonisten herbouwd en uitgebreid en kreeg het zijn huidige naam.

### Lampsinsbaai
Toen er in 1654 in het noorden dreiging ontstond door kolonisatie van de Koerlanders werd er aan de andere kant van het eiland door de WIC een nieuwe kolonie gesticht aan de Lampsinsbaai (tegenwoordig Rockly bay). Dit omvatte de nederzetting Lampsinsstad, dat aan de kust lag, en fort Lampsinsberg, gelegen op een hoge heuvel. Dit fort had enkele barakken, een arsenaal, vier bastions en ook kwam hier het gouverneurshuis. Als extra verdediging werd er aan de zuidkant van het eiland een tweede, kleiner, fort gebouwd: het fort van de Lampsins. De exacte locatie hiervan is niet duidelijk.

### Fort Sterreschans
In 1676 werd er een expeditie ondernomen, onder leiding van Jacob Binckes, om het eiland te koloniseren en te versterken in haar positie als handelscentrum. Om dit te verwezenlijken werd er een nieuw fort gebouwd: fort Sterreschans, gelegen aan de Klipbaai in de buurt van het oudere Lampsinsberg. Tevens werd er een kleiner bolwerk gebouwd met zicht op de baai. In Sterreschans waren 480 man gelegerd en had 23 kanonnen. In 1677, toen het eiland in Franse handen kwam, werd het fort opgeblazen.

### Andere forten
Er waren nog twee andere forten in Nieuw Walcheren:
- Fort Beveren[bron?]
- Fort Bellavista.

## Wetenswaardigheden
- In het in 1983 verschenen boek Waar is Vrijdag gebleven beweert Albert Helman aan te tonen dat Tobago het eiland zou zijn waar Robinson Crusoe van 1659 tot 1687 zou hebben moeten overleven. Opmerkelijk is dat hij echter geen enkele Europeaan tegen is gekomen tijdens zijn verblijf, terwijl die er wel waren.

Gouvernementen: Goudkust* · Nederlands Brazilië · Nederlandse Antillen · Nederlands-Guiana (Berbice* · Cayenne · Demerary* · Essequebo* · Pomeroon · Suriname*) · Nieuw-Nederland
Gebieden met een directeur: Maagdeneilanden
Gebieden met een baron: Tobago (geleend aan Cornelis Lampsins)
Factorijen / handelsposten: Arguin · Loango-Angolakust · Senegambia · Slavenkust
Gouvernementen: Amboina* · Banda* · Batavia* · Ceylon · Coromandelkust* · Formosa · Java's Noordoostkust* · Kaapkolonie* · Makassar* · Malakka* · Mauritius · Molukken*
Directoraten: Vestingen in Bengalen · Vestingen in Perzië · Suratte
Commandementen: Bantam* · Malabar · Sumatra's Westkust*
Residenten: Bandjarmasin* · Cheribon* · Palembang* · Pontianak*
Gebieden met een opperhoofd: Birma · Dejima* · Vestingen in Siam · Timor · Tonquin
Factorijen: Vestingen in China
Nederzettingen: Amsterdam eiland (incl. Smeerenburg) · Jan Mayen
Vestingen: Acadia · Fort Nassau · Zoutpannen in Venezuela
*: Gebieden ook in handen van de Bataafse Republiek geweest.